# جون باور
جون باوير (بالإنجليزية: Jon Bauer)‏ مواليد 01 مارس 1977، هو مغني كندي بدأ مسيرته الفنية عام 2004.

## وصلات خارجية
- الموقع الإلكتروني